# Titiou Lecoq
Audrey Lecoq (/lə.kɔk/, París, 22 de enero de 1980), conocida como Titiou Lecoq, es una periodista, bloguera y novelista francesa, conocida por sus libros, blogs y artículos sobre cibercultura y su activismo por los derechos de la mujer.
Se han publicado artículos de su autoría y sobre sus opiniones y publicaciones en importantes medios de comunicación franceses, incluidos Le Monde, Libération, L'Express y otros. Hasta 2024, Lecoq ha escrito cuatro novelas y diez obras de no ficción en francés, algunas de las cuales también se han publicado en traducciones al alemán, italiano y ruso.

## Vida y carrera
Durante su infancia en París, en los años 1980 y 1990, antes de que Internet fuera popular, Lecoq era una ávida lectora de novelas francesas en la biblioteca de su madre. Criada en una familia de mujeres y con su madre criando sola a sus hijas, solo se dio cuenta de que «las mujeres no gobiernan el universo» después de dejar el hogar.
Lecoq, que tuvo su primera computadora en 1997, se describe a sí misma como una fanática de las redes sociales e Internet, además de feminista y, como tal, luchadora contra el sexismo, los roles tradicionales masculinos/femeninos y la violencia contra la mujer.
Después de graduarse con un Diplôme des Etudes Approfondies en semiótica, comenzó su carrera como pasante en la revista cultural Les Inrockuptibles. Le Monde, un importante periódico francés, la describió como una representante de «la galaxia feminista de 2017». Escribiendo para la revista en línea francesa Slate.fr durante 13 años, escribió más de 388 artículos, hasta que se tomó un descanso el 14 de enero de 2022.
Desde 2008 hasta el 21 de abril de 2020, Lecoq publicó su blog Girls and Geeks, donde escribió sobre su vida diaria y su vida amorosa. Habiendo publicado partes de su blog en el libro de no ficción de 2015 Sans télé, on ressent davantage le froid (Sin tele, se siente más el frío), dijo que aprecia la forma libre de escribir blogs, incluidos los comentarios, y que esta forma de escritura realmente no funciona en un libro.

### Activismo en favor de las víctimas de violencia doméstica

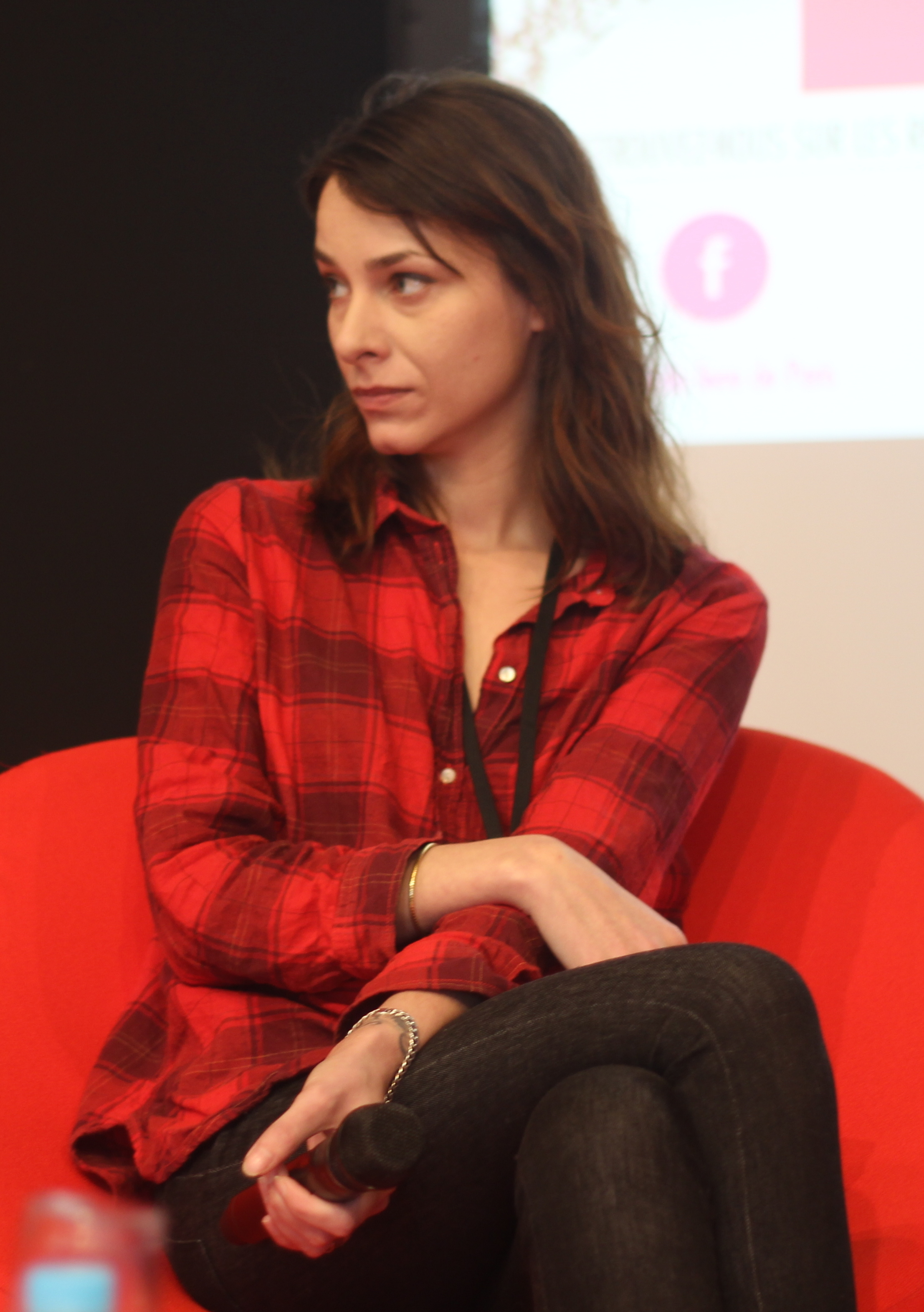
Lecoq en el Salón del Libro de París en 2015.

Después de haber escrito un artículo el 30 de junio de 2017 para el diario Libération sobre más de 100 mujeres que habían sido asesinadas como víctimas de violencia doméstica en un año, comenzó a contabilizar dichos feminicidios durante los dos años siguientes. A partir de los informes sobre 200 mujeres asesinadas por sus parejas, destacó los aspectos intencionales de estos feminicidios. Además, comentó que los feminicidios generalmente son cometidos por hombres «que matan a las mujeres porque creen que ellas [las mujeres] deben pertenecerles».
Lecoq abogó por el reconocimiento de estos asesinatos, en el sentido literal, como asesinatos premeditados a escala social: como sus raíces se encuentran en conceptos patriarcales, estos actos de violencia a menudo se consideran actos de carácter banal, común, habitual y casi social. Además, sus consecuencias, incluso cuando no siempre resultan en asesinato, son graves para la mujer, que es la víctima directa, y para los niños, que a veces también mueren. Considerando que estos asesinatos suelen ser en gran medida «invisibles» e insuficientemente condenados, Lecoq pidió una mayor concienciación pública e insistió en la importancia de una acción eficaz de la policía y de la justicia, y del apoyo financiero a las asociaciones que trabajan por esta causa.

### Guiones para series documentales
En 2023, Lecoq y la cineasta francesa Gabrielle Stemmer coescribieron los guiones de una serie documental web titulada Les femmes sous algorithmes (Mujeres y algoritmos). La serie, que se centra en los roles de género comunes y las actividades estereotipadas de las mujeres de diferentes culturas en los vídeos de YouTube, fue coproducida y transmitida por la cadena de televisión franco-alemana Arte.

## Publicaciones
Hasta 2024, Lecoq ha escrito cuatro novelas, ocho libros de no ficción para adultos y dos para lectores jóvenes, que tratan sobre la cultura de Internet, la vida sexual de las mujeres jóvenes, la distribución desigual del trabajo doméstico y los ingresos entre hombres y mujeres, así como sobre las mujeres desatendidas u olvidadas por la historia. Algunos de ello han sido traducidos al alemán, al italiano y al ruso. Se ha descrito su estilo como una expresión que expresa tanto humor como suspenso. En 2024, al recordar los 15 años de Lecoq como escritora, Les Inrockuptibles la llamó «la novelista de una época».
En 2007, comenzó a escribir su primera novela, Les Morues, en lengua coloquial francesa Las Putas. Publicada en 2011, es la historia de unos jóvenes parisinos, de su misma generación, criados con MTV, Jacques Chirac y Kurt Cobain, enganchados a Internet y a los partidos antiglobalización, activos como periodistas y blogueros. Su novela de 2017 La Théorie de la tartine, que desde entonces ha sido traducida al ruso y al alemán, trata de una mujer joven que tiene un video sexual publicado por su ex, un hacker inmaduro y un periodista visionario, que cree que Internet transformará el mundo para ayudarla.
En 2017, su libro de no ficción Libérées! Le combat féministe se gagne devant le panier de linge sale (¡Liberadas! La lucha feminista se gana delante del cesto de la ropa sucia) trata sobre el estrés mental que pesa sobre las madres jóvenes. Al comentar sobre la distribución desigual de las tareas domésticas y la doble carga que soportan las mujeres que trabajan fuera y dentro del hogar, escribió: «No podemos trabajar como nuestros abuelos y administrar la casa como nuestras abuelas». En este libro, También denunció la imagen sexista de la mujer que se retrata en las redes sociales, en particular Instagram.

### No ficción
- Kata Sutra, la vérité crue sur la vie sexuelle des filles, con Nadia Daam, Emma Defaud, Élisabeth Philippe et Johanna Sabroux, París: Jacob-Duvernet, 2009, ISBN 2847242449.
- Encyclopédie de la webculture, con Diane Lisarelli, París: Robert Laffont, 2011 ISBN 222112829X.
- Sans télé, on ressent davantage le froid, París: Fayard, 2015 ISBN 2213678677, también publicado como Chroniques de la débrouille, París: Le Livre de poche, ISBN 225318263X.
- Libérées ! Le combat féministe se gagne devant le panier de linge sale, París: Fayard, 2017 ISBN 9782213705347.
- Honoré et moi, París: L'Iconoclaste, 2019.
- Les Grandes Oubliées. Pourquoi l'Histoire a effacé les femmes, (Las grandes olvidadas: por qué la historia borró a las mujeres), París: L'Iconoclaste, 2021ISBN 9782378802424.
  - Versión adaptada para lectores jóvenes como Les Femmes aussi ont fait l'histoire (Las mujeres también han hecho historia), París: Les Arènes jeunesse, 2023, ISBN 9791037509734
- Le Couple et l'Argent, París: L'Iconoclaste, 2022,ISBN 9782378803070.
- Comment apprendre à manipuler ses parents: en 1 semaine! Libro infantil ilustrado. París: Nathan, 2023 ISBN 9782095003517.

### Novelas
- Les Morues, París: Au diable vauvert, 2011, ISBN 2846263477, Le Libre de poche ISBN 9782253166801, Premio Premier roman du Doubs.
- La Théorie de la tartine, París: Au diable vauvert, 2015, ISBN 2846269327, París: Le Livre de poche, 2016, ISBN 9782253069096 .
- Honoré et moi: Parce qu'il a réussi sa vie en passant son temps à la rater, Balzac est mon frère  2021. París: Librairie Générale Française, ISBN 9782253078432.
- Une époque en or, París: L'Iconoclaste, 2024, ISBN 9782378804350.